# Pepininho
O pepininho é uma PANC (Planta Alimentícia Não Convencional), sendo assim uma planta que não é facilmente reconhecida ou acessível no mercado geral. É conhecido popularmente como pepininho, pepininho-do-mato, pepino-melancia ou pepino-silvestre. Uma das espécies mais comuns de pepininho é Melothria cucumis, que pode ser confundida com as espécies Melothria pendula e Melothria scabra.

## Localização
O pepininho está presente em vários estados brasileiros, do nordeste ao sul do país, nos biomas do Cerrado e da Mata Atlântica. Sua ocorrência se dá principalmente nos estados: Bahia, Paraíba, Goiás, Mato Grosso do Sul, Mato Grosso, Espírito Santo, Minas Gerais, Rio de Janeiro, São Paulo, Paraná, Rio Grande do Sul, Santa Catarina e no Distrito Federal.

## Uso
Por se tratar de uma PANC, o pepininho não é comercializado em larga escala e normalmente é encontrado em jardins, hortas e pomares, além de crescer vigorosamente em áreas de floresta. Seus frutos podem ser consumidos em preparações culinárias, assemelhando-se em textura e sabor ao pepino comum (Cucumis sativus). Suas características são aproveitadas em preparos como a conserva (picles), podendo adicionar à salmoura ingredientes aromáticos (com o pepininho, ornam bem sementes de mostarda, coentro, endro, cebola, alho, cravo, pimenta e louro).

## Reconhecimento
Podendo ser propagado por ramos ou sementes, o pepininho é uma planta trepadeira, e, de acordo com Valdely Kinupp, na página 354 do seu livro “Plantas Alimentícias Não Convencionais (PANC) No Brasil”, é caracterizada por:
“(...) ramos finos e estriados, revestidos por pelos claros e longos, providos de gavinhas não ramificadas, de 2 a 3m de comprimento [...], folhas simples, pecioladas, de lâmina membranácea, arredondada e superficialmente 3-lobada, glabra na face superior e esparso-pubescente na inferior, de 5-12cm de comprimento. Flores díclinas, axilares, as femininas solitárias em pequenos racemos, com flores amarelas. Frutos elipsoides, do tipo baga.” 

## Tabela Nutricional
| INFORMAÇÃO NUTRICIONAL Porção de 100g | INFORMAÇÃO NUTRICIONAL Porção de 100g | INFORMAÇÃO NUTRICIONAL Porção de 100g |
| ------------------------------------- | ------------------------------------- | ------------------------------------- |
| Valor energético                      | 21,20 Kcal=88,28 KJ                   | %VD(*)                                |
| Carboidratos                          | 4,79 g                                | 1,6                                   |
| Proteínas                             | 1,31 g                                | 1,7                                   |
| Gorduras Totais                       | 0,73 g                                | 1,3                                   |
| Gorduras Saturadas                    | 0 g                                   | 0                                     |
| Gorduras Trans                        | 0 g                                   | valor diário não estabelecido         |
| Fibra Alimentar                       | 2,46 g                                | 9,8                                   |
| Sódio                                 | 4,4 mg                                | 0,2                                   |

*% Valores Diários com base em uma dieta de 2000Kcal ou 8400 KJ
Seus valores diários podem ser maiores ou menores dependendo das suas necessidades energéticas.